# Xianxia
Xianxia (chinois simplifié : 仙侠 ; chinois traditionnel : 仙俠) est un genre de fantasy chinoise influencé par la mythologie chinoise, le taoïsme, les arts martiaux chinois, la médecine traditionnelle chinoise, la religion populaire chinoise, l'alchimie chinoise et d'autres éléments traditionnels chinois.

## Histoire
Les romans de Xianxia ont été popularisés pendant la période de la république de Chine.
Au XXIe siècle, le genre a pris une nouvelle vie avec l'avènement de la publication en ligne, avec des sites tels que Qidian.com, Zongheng.com et 17k.com offrant une plate-forme permettant aux auteurs d'atteindre un large public.
Il a été popularisé en dehors de la Chine principalement par des traductions de fans au début des années 2000. Des romans tels que Stellar Transformations, Coiling Dragon, Martial God Asura et I Shall Seal the Heavens ont conduit à un boom de ces traductions de fans.

## Caractéristiques
Les protagonistes sont des « cultivateurs » (cultivation de soi-même, de sagesse cosmique) (修心者, xiūxīnhě; 修士, xiūshì; ou 修仙者, xiūxiānzhě) qui cherchent à devenir des êtres immortels appelés xian. Au fur et à mesure, ils atteignent des pouvoirs surnaturels, augmentent leur force et leur intelligence, ainsi que leur longévité pour finalement atteindre la vie éternelle. La « cultivation » fictive pratiquée dans le xianxia est fortement basée sur la pratique de la méditation qigong de la vie réelle.
Les histoires se déroulent dans un « monde de cultivation » où les pratiquants se livrent à des luttes féroces et généralement mortelles pour acquérir les ressources dont ils ont besoin pour devenir plus forts. Souvent, le cadre initial rappelle la Chine ancienne, mais les histoires deviennent rapidement de nature cosmique, les protagonistes atteignant des capacités divines, voyageant à travers les planètes, les univers voir créant parfois leurs propres planètes, galaxies ou univers. Bien que l'objectif principal soit l'action et l'aventure, il existe également des histoires à forte teneur romantique.
Les histoires incluent des éléments fantastiques tels que des dieux, des immortels, des yaoguai, des esprits, des monstres, des trésors magiques, des pilules médicinales, etc.

## Étymologie
Les caractères formant xianxia sont xian (仙) et xia (侠). Xian signifie littéralement « immortel », non pas au sens d'immortalité, mais au sens d'être transcendant de la mythologie chinoise. Xia est généralement traduit par héros, mais implique spécifiquement une personne courageuse, chevaleresque et juste.